# Тамручі Володимир Степанович
Тамручі Володимир Степанович (азерб. Վլադիմիր Տամրուչի; 20 квітня 1892, Баку, Азербайджан – 28 жовтня 1950, Суханівська тюрма, Москва, Росія) – радянський воєначальник, генерал-лейтенант танкових військ (1941). Репресований.

## Біографія
Народився у Баку у вірменській родині вантажника. Після вірменських погромів 1905 року сім'я Тамручі переїхала до Ростова-на-Дону. Там Володимир Тамручі закінчив реальне училище. Потім він вступив до Тифліського військового училища, яке закінчив у 1914 році.
Учасник Першої світової війни, штабс-капітан російської армії. Брав участь у штурмі та взятті Ерзуруму, нагороджений орденом Святого Георгія 4-го ступеня (1916).
У 1919 – 1920 роках служив заступником начальника Генерального штабу Вірменської національної армії.
Із 1920 року служив у Червоній Армії, був заступником наркома військових справ Вірменської РСР. Нагороджений орденом Червоної зірки Радянської Вірменії. 
Із 1925 року – начальник штабу окремого танкового полку у Московському військовому окрузі, доцент і завідувач кафедри Військової академії імені Фрунзе. Із 1932 року – помічник начальника штабу Військової академії бронетанкових військ імені Сталіна. Із 1933 – викладач, старший керівник, начальник кафедри автобронетанкових військ - доцент цієї академії. Із 1940 року – заступник головного інспектора бронетанкових військ РСЧА. Із березня 1941 року – начальник штабу 22-го механізованого корпусу Київського військового округу￼.
Після початку німецько-радянської війни бере участь у танковій битві під Дубно. 23 червня 1941 року, після важкого поранення командира корпусу генерал-майора С. М. Кондрусєва, прийняв командування корпусом. За успішні бойові дії ￼генерал Тамручі 22 липня 1941 року був нагороджений орденом Леніна. 28 липня 1941 року Тамручі був призначений заступником командувача Південно-Західного фронту по автобронетанкових військах. Із 9 вересня 1941 року – генерал-лейтенант танкових військ. Із жовтня 1941 року – командувач автобронетанкових військ Південно-Західного фронту. 
У травні 1942 року війська Південно-Західного фронту зазнали поразки у Харківській операції. За невдачі танкових військ у цій битві генерал Тамручі був знятий з посади і відізваний до Москви. Тамручі написав Сталіну листа зі своїм баченням причин поразки радянських військ під Харковом.
22 травня 1943 року заарештований органами НКВС. Утримувався в Суханівській тюрмі, звинувачувався в державній зраді. Помер в ув'язненні.
Посмертно реабілітований у 1988 році.

## Військові звання
- Комбриг (1935)

- Генерал-майор танкових військ (4 червня 1940)

- Генерал-лейтенант танкових військ (9 вересня 1941)

## Нагороди
- Орден Святого Георгія 4-го ступеня (1916)

- Орден Червоної зірки Радянської Вірменії (1921)

- Орден Леніна (22 липня 1941 року).